# Hans-Christian Schmid
Hans-Christian Schmid (Altötting, 19 de agosto de 1965) é um diretor de cinema alemão.

## Biografia
Hans-Christian Schmidt freqüentou a escola de cinema de Munique, a Hochschule für Fernsehen und Film München, concentrando-se no aprendizado de produção de documentários. Ele prestou os seus exames finais em 1992. Atualmente, em 2006, Schmid reside na cidade de Berlim.
Em março de 2006 os cinemas da Alemanha começaram a exibir a sua produção mais recente: Requiem. Trata-se de uma produção cinematográfica baseada na história verídica da jovem Anneliese Michel, natural da Baviera (Bavária), criada em Klingenberg, junto ao rio Meno, que foi exocizada por se acreditar que estava possuida por uma legião de demônios.

## Filmografia
- 2022 - We Are Next of Kin[1]
- 2006 – Requiem
- 2003 – Distant Lights (Lichter, no original)
- 2000 – Crazy
- 1998 – 23 - Nichts ist so wie es scheint
- 1995 – Nach Fünf im Urwald
- 1994 – Himmel und Hölle
- 1992 – Die Mechanik des Wunders
- 1989 – Sekt oder Selters